# UNDEAD-NOID
「UNDEAD-NOID」（アンデッド・ノイド）は、伊東歌詞太郎の楽曲。6作目のデジタル配信限定シングルとして2022年3月18日に各音楽配信サービスにてリリースされた。

## 概要
前作「チルドレンレコード」から約2か月、オリジナル楽曲としては「スプリングルズ・サワークリーム」以来約10か月ぶりの配信リリースとなる。
今作は、Webアニメ『Shenmue the Animation』オープニングテーマとして書き下ろされた。

## 収録内容
| #         | タイトル        | 作詞・作曲   | 編曲         | 時間 |
| --------- | --------------- | ------------ | ------------ | ---- |
| 1.        | 「UNDEAD-NOID」 | 伊東歌詞太郎 | 未来古代楽団 | 3:34 |
| 合計時間: | 合計時間:       | 合計時間:    | 合計時間:    | 3:34 |

## タイアップ
UNDEAD-NOID
Webアニメ「Shenmue the Animation」オープニングテーマ